# Molotof
Ne doit pas être confondu avec Molotov.

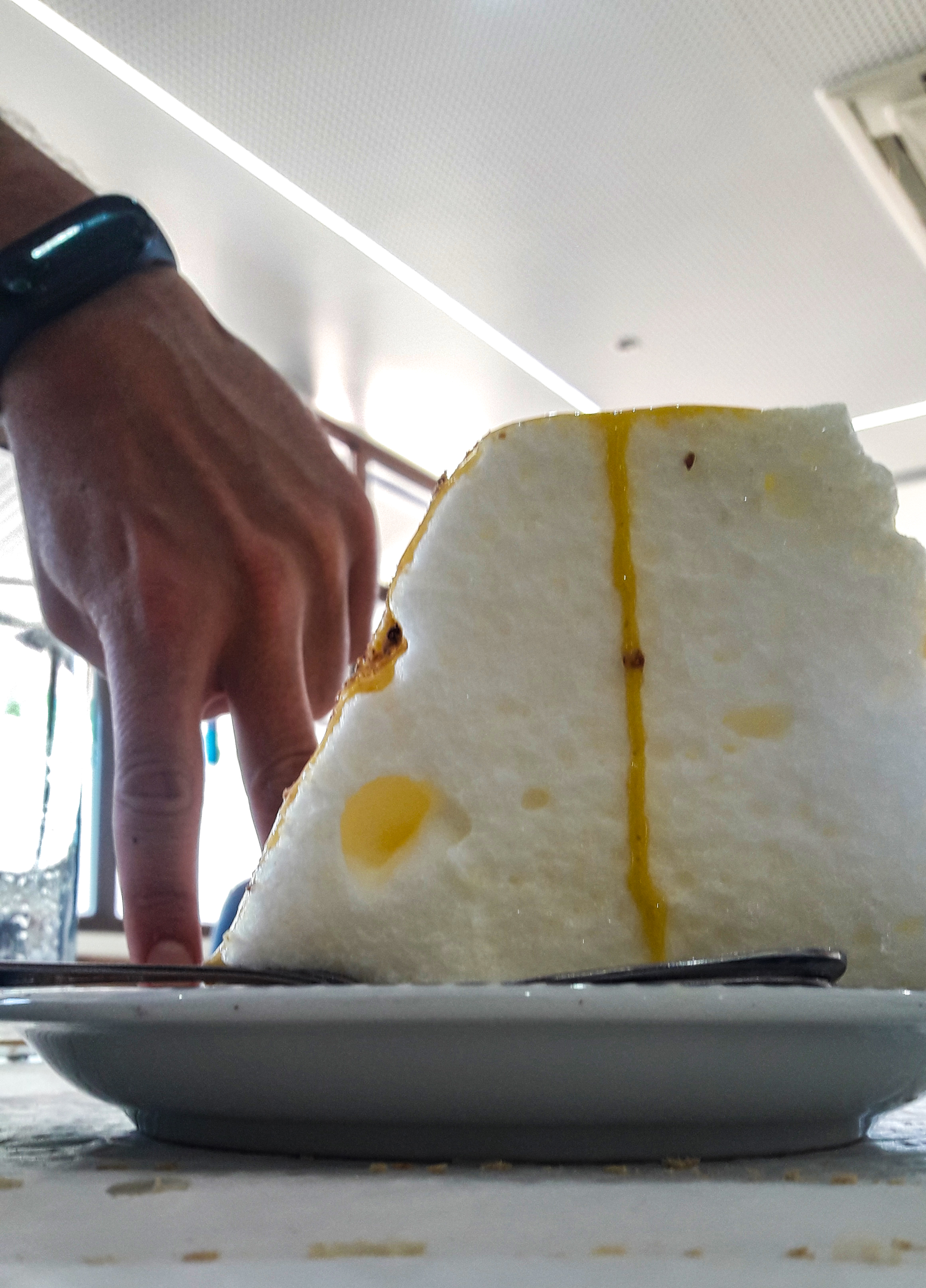
Un molotof

Le molotof est un dessert portugais, réalisé à base de blancs d'œufs. 